# Galaxy Watch6
Samsung Galaxy Watch6 シリーズ（サムスン ギャラクシーウォッチ6 シリーズ）は、サムスン電子が2023年7月26日に発表し、2023年8月11日に発売したスマートウォッチである。
日本では2023年9月15日に発売した。

## 主要項目
「FeliCa」に対応
Galaxy Watch6は「Galaxy Watch」史上初めて「FeliCa」の通信技術を搭載した。そのため、「Suica」のほかに電子マネーサービスの「iD」及び「QUICPay(クイックペイ)」も利用可能になった。（※日本国内モデルのみ対応）
One UI 5 Watch

Watch6シリーズでは、Wear OS 4上にOne UI 5 Watchが搭載され、下記の独自なGalaxy Watchの機能が利用できる。
- 睡眠の分析情報と睡眠コーチング
- パーソナライズされた心拍ゾーン
- 転倒を検知したときに装着者の位置情報を送信する緊急SOS
- 装着者が55歳以上の場合、転倒検知機能の自動有効化

増加したバッテリー容量

バッテリー容量は、
- Galaxy Watch5 40mm(284mAh)→Galaxy Watch6 40mm(300mAh)
- Galaxy Watch5 44mm(410mAh)→Galaxy Watch6 44mm(425mAh)

上記のように全モデル15mAhほど増大した。
また、常時表示ディスプレイをオンにした場合は最大30時間、オフにしたときは最大40時間と公称されている。
高速充電

1回のフル充電で最大40時間の使用が可能。
また、たった30分で最大45％まで高速の充電ができる。
(充電時間は、ご利用環境やご利用状況によって異なる。)
耐久性

今作は「サファイアクリスタルガラス」をウォッチディスプレイに使い耐久性を高めた。
また、防水・防塵はIP68となっている。そのため、水深1.5mまでの淡水に30分間の保護ができる。

(IP68:6→塵埃の侵入がない、8→継続的に水中に沈めた場合でも機器が影響を受けない)
回転ベゼル

Watch6 Classicに今作は回転ベゼルが復活し、指が濡れている状況などで便利に操作することが可能になった。
(回転ベゼル機能はWatch6 Classicのみ)